# Meristema apical de la raíz

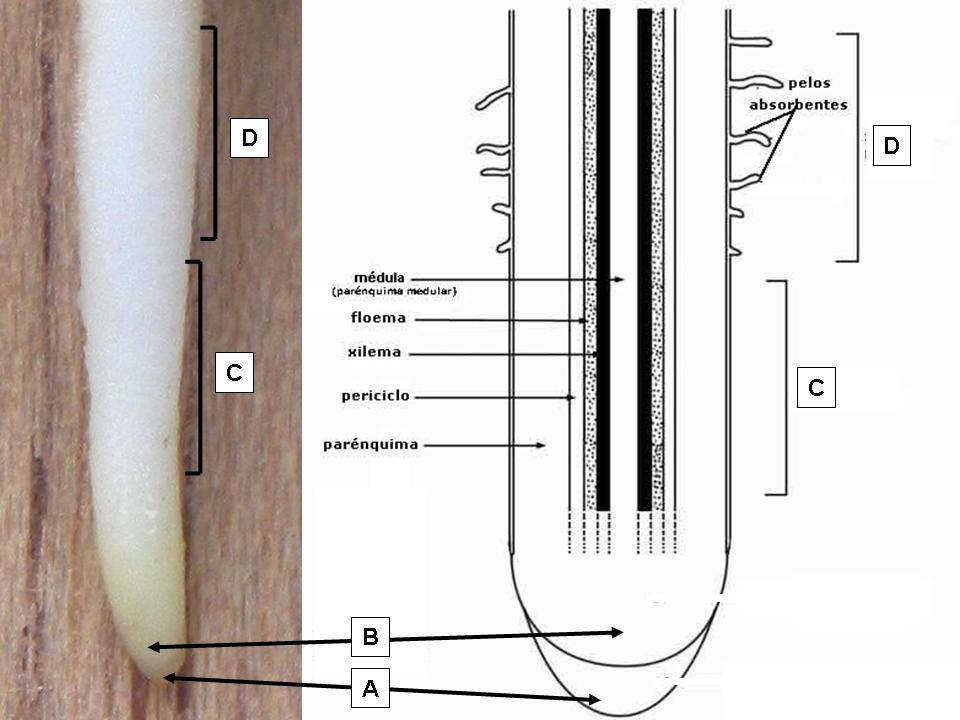
Imagen de una raíz de haba (Vicia faba) y un esquema que ilustra las diferentes zonas de la raíz. (A) Cofia o caliptra, (B) Meristema apical, (C) Zona de alargamiento o crecimiento, (D) Zona pilífera. Los principales tejidos que constituyen la raíz se muestran en el esquema de la derecha.

En botánica, el meristemo o meristema apical de la raíz es el tejido meristemático cuyas divisiones originan las células que, tras diferenciarse, forman los tejidos adultos de la raíz. Entre tales tejidos se encuentran el parénquima, los tejidos vasculares y, en aquellas raíces que se deben engrosar en años sucesivos, los meristemas remanentes —como el cámbium y el felógeno— responsables del crecimiento secundario o crecimiento en grosor de la raíz.
En el ápice radical de las cormófitas se pueden reconocer desde abajo hacia arriba, la caliptra, tejido de protección contra los daños mecánicos del suelo, y el meristema, el cual se ubica en una posición central por encima de la caliptra, razón por la cual se lo denomina «subapical».  En las proximidades del meristema se desarrollan los meristemas primarios derivados: la protodermis, el procámbium y el meristema fundamental, que diferenciarán respectivamente la rizodermis, el cilindro central y el córtex.
En el meristema apical de la raíz de la mayoría de las pteridófitas hay una célula inicial, con forma piramidal. Esta célula presenta una cara basal sobre la cual se producen las células para desarrollar la caliptra y las tres o cuatro caras restantes producen células para originar los restantes tejidos de la raíz. En algunas pteridófitas y en todas las espermatófitas, en cambio, el meristema radical está formado por varias células. En este caso, el meristema puede ser «abierto» o «cerrado». Cuando el meristema es abierto, todas las partes de la raíz se forman a partir de un grupo común de células, como ocurre por ejemplo en las familias de eudicotas Marattiaceae, Proteaceae, Fabaceae y en algunas monocotas como Allium cepa. En algunas gimnospermas, como Picea y Pinus el meristema es abierto y la caliptra presenta una región central llamada «columela», donde las células se ordenan en filas longitudinales.
Cuando el meristema de la raíz es cerrado, el origen de algunos tejidos se puede atribuir a capas independientes de células del meristema. Así, por ejemplo, la rizodermis puede tener un origen común con el córtex, como sucede en muchas gramíneas, o con la caliptra, como ocurre en algunas dicotas como Raphanus y Linum. En algunos casos, tales como Abies o Helianthus, solamente existen dos grupos de células iniciales: uno que origina el cilindro central y otro que origina los restantes tejidos.
En dicotiledóneas los tipos de meristema apical de la raíz  son:
1. RAM con organización de tipo cerrado. Se pueden distinguir 3 tipos principales de células iniciales de las que se derivan todas las células de la raíz. En este tipo de RAM las células se encuentran organizadas en hileras y se puede identificar con claridad la célula inicial de la cual provienen.
2. RAM con organización de tipo intermedio-abierto. Se puede observar organización en el linaje epidermis/caliptra, pero no es claro el linaje en el resto de las células iniciales.
3. RAM con organización de tipo básico-abierto. No se puede distinguir las células iniciales que originan cada hilera de células.